# Kyle Lohse
Kyle Matthew Lohse (né le 4 octobre 1978 à Chico, Californie, États-Unis) est un lanceur droitier de baseball. Il évolue dans la Ligue majeure de baseball de 2001 à 2016 et fait partie de l'équipe des Cardinals de Saint-Louis championne de la Série mondiale 2011.
Lohse est membre de la nation Nomlaki, basée au nord de la Californie.

## Carrière
Lors de ses études secondaires à la Hamilton Union High School d'Hamilton City (Californie), Kyle Lohse pratique le basket-ball, le baseball et le football américain. Il suit ensuite des études supérieures au Butte College. Il est repêché le 4 juin 1996 par les Cubs de Chicago.
Encore joueur de Ligues mineures, il est transféré le 21 mai 1999 chez les Twins du Minnesota. Ces derniers cèdent le vétéran releveur droitier Rick Aguilera et le lanceur gaucher Scott Downs aux Cubs contre Lohse et le lanceur droitier Jason Ryan. Lohse fait ses débuts en Ligue majeure sous les couleurs des Twins le 22 juin 2001.
Il est échangé aux Reds de Cincinnati le 31 juillet 2006 contre le jeune Zach Ward. Il reste un an à Cincinnati avant d'être échangé aux Phillies de Philadelphie le 30 juillet 2007 contre Matt Maloney.

### Cardinals de Saint-Louis
Devenu agent libre à l'issue de la saison 2007, il s'engage le 14 mars 2008 pour une saison avec les Cardinals de Saint-Louis. Il prolonge de quatre saisons chez les Cadinals pour 41 millions de dollars le 29 septembre 2008.
Le 17 avril 2010, dans un match de 20 manches entre les Cardinals et les Mets de New York, Lohse patrouille le champ gauche pendant trois manches, situation rarement vue pour un lanceur. La durée exceptionnellement longue de la partie et le manque de joueurs disponibles sur le banc force les Cards à prendre cette décision inusitée.

#### Saison 2011
Lohse effectue 30 départs en 2011 et se tire très bien d'affaire avec une fiche victoires-défaites de 14-8 et une moyenne de points mérités de 3,39. Il remporte la Série mondiale 2011 avec les Cardinals mais obtient peu de succès en éliminatoires avec une moyenne de points mérités de 7,82 en trois départs. Il subit la défaite lors de ses sorties en Série de divisions contre Philadelphie et en Série de championnat contre Milwaukee. Il quitte après trois manches, ayant déjà accordé trois points, dans la 3e partie de la série finale contre les Rangers du Texas et n'est pas impliqué dans la décision dans ce match gagné 16-7 par les Cardinals.

#### Saison 2012
Chris Carpenter étant sur la liste des joueurs blessés, c'est Lohse qui est choisi comme lanceur partant du match d'ouverture de la saison 2012 des Cardinals à Miami contre les Marlins le 4 avril. Dans ce match qui inaugure le nouveau Marlins Park, Lohse lance un match sans point ni coup sûr jusqu'en septième manche, cédant pour la première fois lorsqu'il accorde un coup sûr à José Reyes.
Lohse connaît la meilleure saison de sa carrière en 2012. Il affiche sa meilleure moyenne de points mérités : 2,86 en 211 manches lancées, son plus haut total en une saison. En 33 départs pour Saint-Louis, il mène le baseball majeur avec le meilleur ratio victoires-défaites grâce à ses 16 gains contre seulement 3 revers et se classe cinquième dans la Ligue nationale pour la moyenne de points mérités. Il reçoit pour la première fois des votes au scrutin désignant le vainqueur du trophée Cy Young du meilleur lanceur, prenant le septième rang. En séries éliminatoires, les Cardinals lui confient la balle pour le match de meilleur deuxième qu'ils remportent 6-3 sur les Braves d'Atlanta et pour lequel Lohse reçoit la victoire. En Série de divisions contre Washington, il est le lanceur partant dans le quatrième match et n'accorde qu'un point, quittant le match, éventuellement perdu par Saint-Louis, sur une égalité de 1-1. En Série de championnat, il remporte la victoire dans le troisième match contre les Giants de San Francisco. Partant du septième et ultime match à San Francisco, Lohse est cependant chassé du match dès la troisième manche et encaisse la défaite dans la partie qui voit les Cardinals être éliminés.

### Brewers de Milwaukee

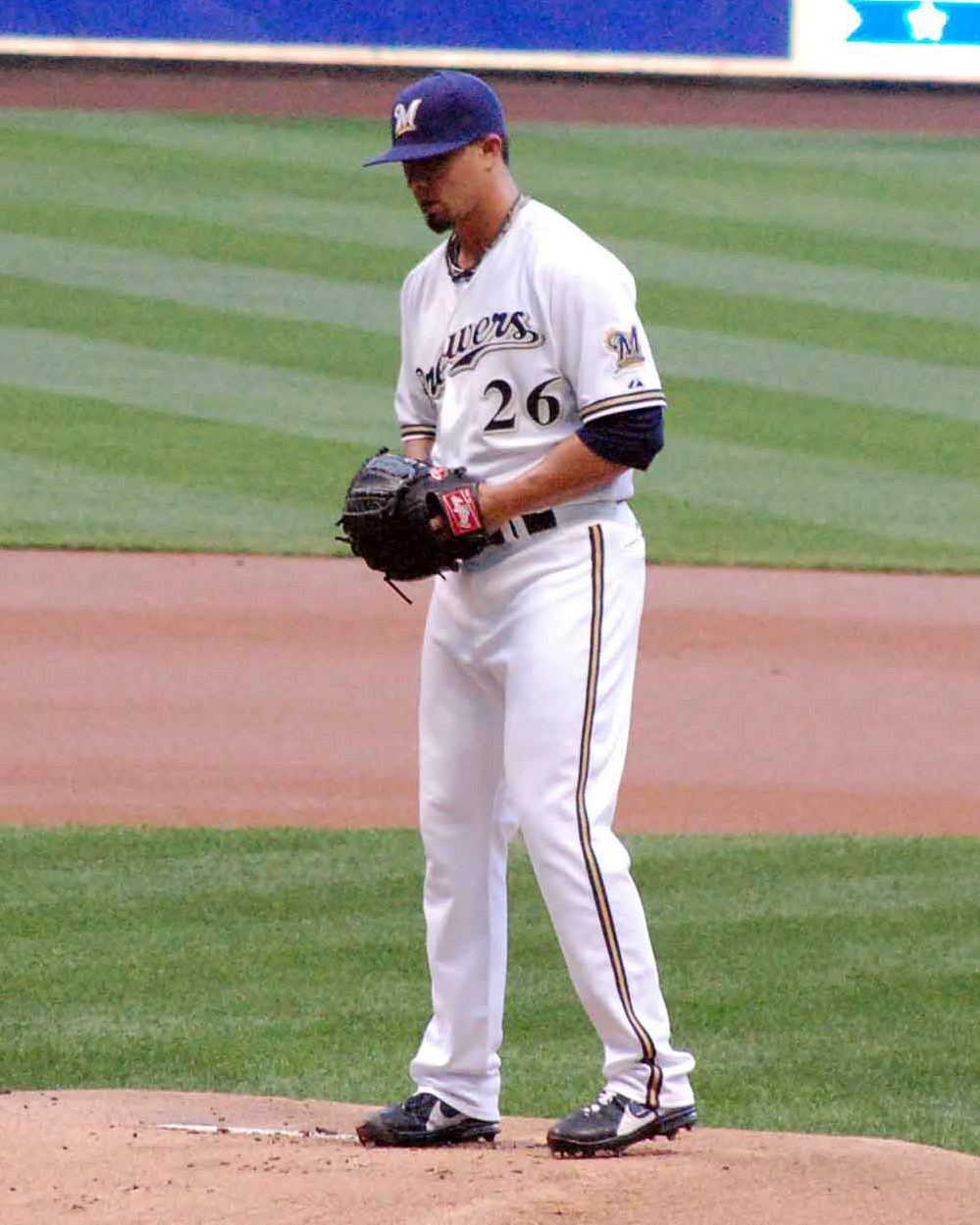
Kyle Lohse en 2013 avec Milwaukee.

Kyle Lohse est agent libre après la saison 2012. Cependant, à mesure que passent les semaines et les mois, il demeure sans contrat. Lohse et son agent sont à la recherche d'un contrat qui vaudrait au lanceur environ 15 millions de dollars par saison, une somme que les clubs des majeures ne semblent pas prêts à lui offrir. De plus, un nouveau règlement de la MLB stipule que si le club ayant un futur agent libre dont le contrat vient à échéance fait officiellement une offre à ce joueur (pour un contrat d'un an et un salaire dans la moyenne des 125 plus élevés de la saison précédente), ce club recevra, advenant la perte de ce joueur, un choix de repêchage en compensation de la part de l'équipe l'ayant engagé. Cette nouvelle règle rend beaucoup d'équipes moins enthousiastes à mettre sous contrat certains joueurs, dont Michael Bourn et Kyle Lohse.
Les camps d'entraînements s'ouvrent en février et Lohse est toujours sans contrat. Finalement, le 25 mars 2013, à une semaine du début de la saison régulière, le droitier obtient un contrat de 33 millions de dollars pour 3 saisons des Brewers de Milwaukee.
Le 26 juin 2015, dans un triomphe de 10-4 des Brewers à Milwaukee sur les Twins du Minnesota, Lohse devient le 14e lanceur de l'histoire à remporter au moins une victoire contre chacune des 30 équipes du baseball majeur.
Malgré ce fait, Lohse connaît une éprouvante saison 2015. Après 22 départs, il a remporté 5 victoires, subi 13 défaites et sa moyenne de points mérités se chiffre à 6,31. Il est particulièrement mauvais à Milwaukee avec une moyenne de 8,16. Le 6 août, les Brewers le retirent de la rotation de lanceurs partants et confient son poste à Tyler Cravy. Complétant l'année en relève, Lohse affiche une moyenne de 5,85 en 152 manches et un tiers pour la saison, après 22 départs et 15 présences comme releveur. 

### Rangers du Texas
En 2016, Lohse effectue deux départs pour les Rangers du Texas.

## Statistiques
| Saison | Équipe       | G   | GS  | CG | SHO | V  | D  | SV | IP     | SO  | ERA  |
| ------ | ------------ | --- | --- | -- | --- | -- | -- | -- | ------ | --- | ---- |
| 2001   | Minnesota    | 19  | 16  | 0  | 0   | 4  | 7  | 0  | 90.1   | 64  | 5,68 |
| 2002   | Minnesota    | 32  | 31  | 1  | 1   | 13 | 8  | 0  | 180.2  | 124 | 4,23 |
| 2003   | Minnesota    | 33  | 33  | 2  | 1   | 14 | 11 | 0  | 201.0  | 130 | 4,61 |
| 2004   | Minnesota    | 35  | 34  | 1  | 1   | 9  | 13 | 0  | 194.0  | 111 | 5,34 |
| 2005   | Minnesota    | 31  | 30  | 0  | 0   | 9  | 13 | 0  | 178.2  | 86  | 4,18 |
| 2006   | Minnesota    | 22  | 8   | 0  | 0   | 2  | 5  | 0  | 63.2   | 46  | 7,07 |
| 2006   | Cincinnati   | 12  | 11  | 0  | 0   | 3  | 5  | 0  | 63.0   | 51  | 4,57 |
| 2007   | Cincinnati   | 21  | 21  | 2  | 1   | 6  | 12 | 0  | 131.2  | 80  | 4,58 |
| 2007   | Philadelphie | 13  | 11  | 0  | 0   | 3  | 0  | 0  | 61.0   | 42  | 4,72 |
| 2008   | St Louis     | 33  | 33  | 0  | 0   | 15 | 6  | 0  | 200.0  | 119 | 3,78 |
| 2009   | St Louis     | 23  | 22  | 1  | 1   | 6  | 10 | 0  | 117.2  | 77  | 4,74 |
| 2009   | St Louis     | 18  | 18  | 0  | 0   | 4  | 8  | 0  | 92.0   | 54  | 4,79 |
| Totaux | Totaux       | 292 | 268 | 7  | 5   | 88 | 98 | 0  | 1573.2 | 984 | 4,79 |

| Saison | Équipe       | G | GS | CG | SHO | V | D | SV | IP   | SO | ERA  |
| ------ | ------------ | - | -- | -- | --- | - | - | -- | ---- | -- | ---- |
| 2002   | Minnesota    | 3 | 0  | 0  | 0   | 0 | 0 | 0  | 5.0  | 6  | 0,00 |
| 2003   | Minnesota    | 1 | 1  | 0  | 0   | 0 | 0 | 1  | 5.0  | 5  | 5,40 |
| 2004   | Minnesota    | 1 | 0  | 0  | 0   | 0 | 0 | 1  | 2.0  | 3  | 4,50 |
| 2007   | Philadelphie | 1 | 0  | 0  | 0   | 0 | 0 | 0  | 1.1  | 1  | 6,75 |
| Totaux | Totaux       | 6 | 1  | 0  | 0   | 0 | 0 | 2  | 13.1 | 15 | 3,38 |

Note : G = Matches joués ; GS = Matches comme lanceur partant ; CG = Matches complets ; SHO = Blanchissages ; 
V = Victoires ; D = Défaites ; SV = Sauvetages ; IP = Manches lancées ; SO = Retraits sur des prises ; ERA = Moyenne de points mérités.